# نهر موني - كوينزلاند

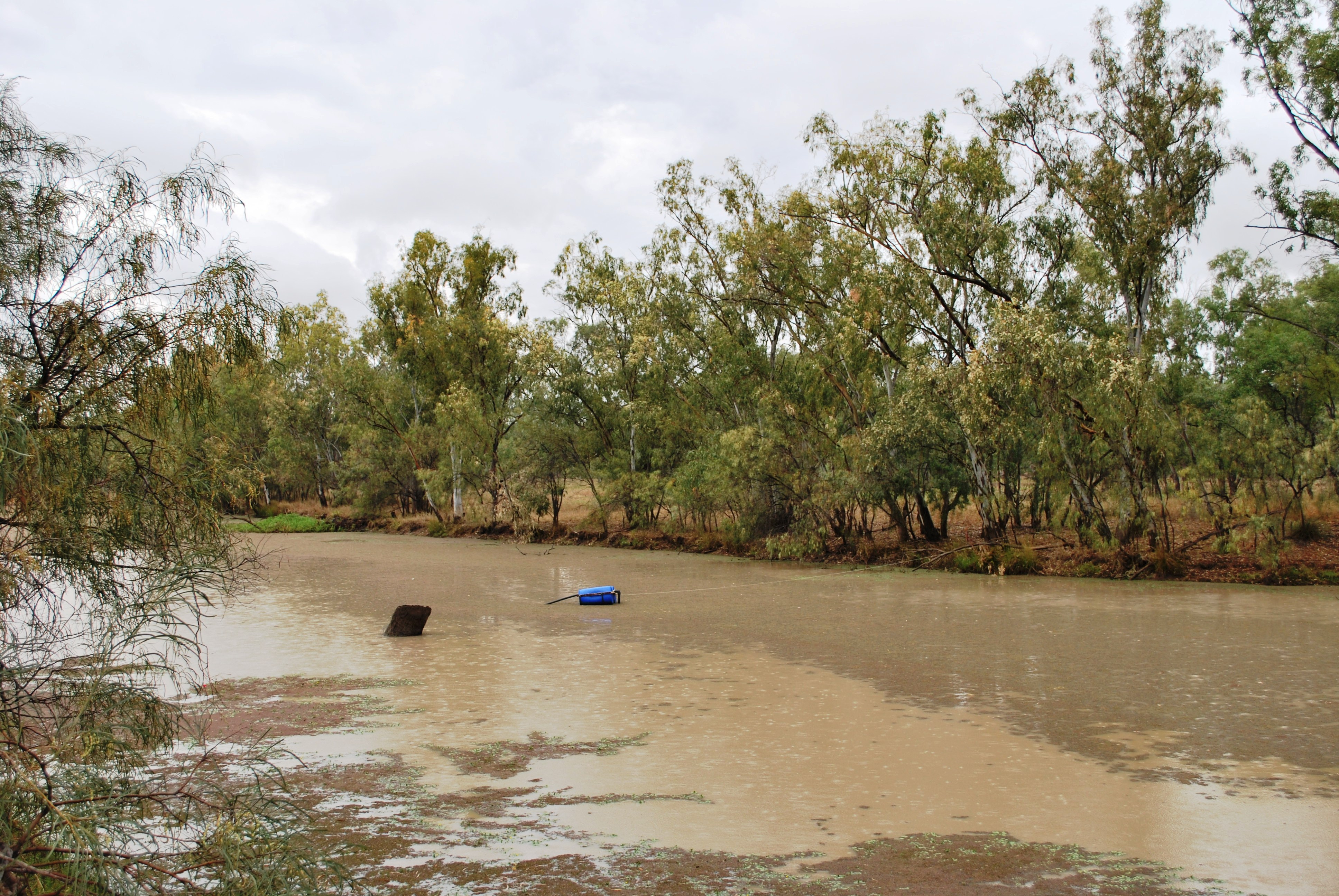
نهر موني
نهر موني بالإنجليزية (Moonie River): هو نهر يوجد غرب دارلينج داونز في كوينزلاند, أستراليا, النهر يتدفق في إتجاه الجنوب الغربي إلى نيوساوث ويلز إلى الغرب من مونجندي Mungindi ثم بعد ذلك يدخل إلى نهر بارون, منابع النهر إلى الشرق من مدينة تارا ويمر عبر مدن: Nindigully و Flinton, أكبر روافد نهر موني هو : نهير تيلبا Teelba وBrigalow و Toombilla , حوض النهر مساحته 14812 كم2.
مترجم من Moonie River